# 克拉伦斯·基亚
克拉伦斯·勒罗伊·基亚（英語：Clarence Leroy Kea，1959年2月2日—），美国NBA联盟前职业篮球运动员。他在1980年的NBA选秀中第8轮第169顺位被达拉斯小牛选中。